# Menemerus pulcher
Menemerus pulcher är en spindelart som beskrevs av Wesolowska 1999. Menemerus pulcher ingår i släktet Menemerus och familjen hoppspindlar. Inga underarter finns listade i Catalogue of Life.